# Povodně v Queenslandu 2010-2011

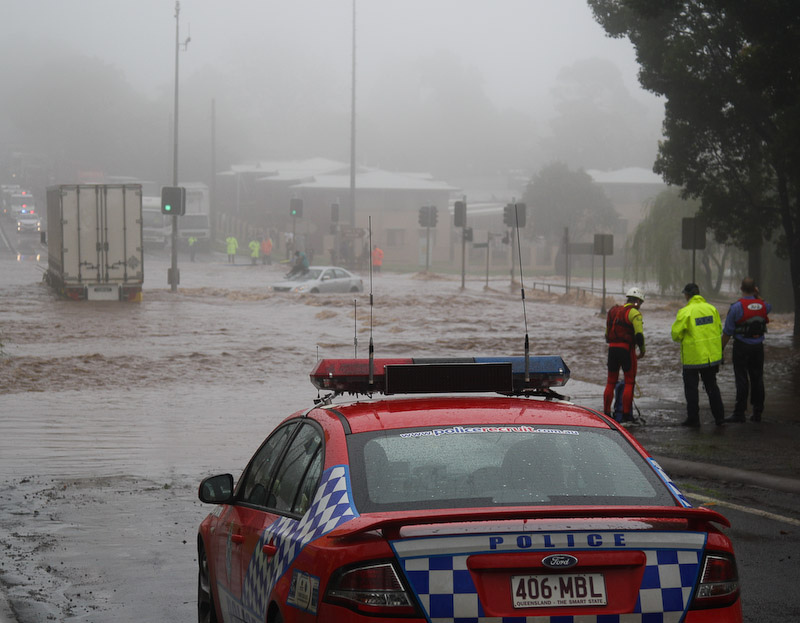
Žena na střeše automobilu ve městě Toowoomba

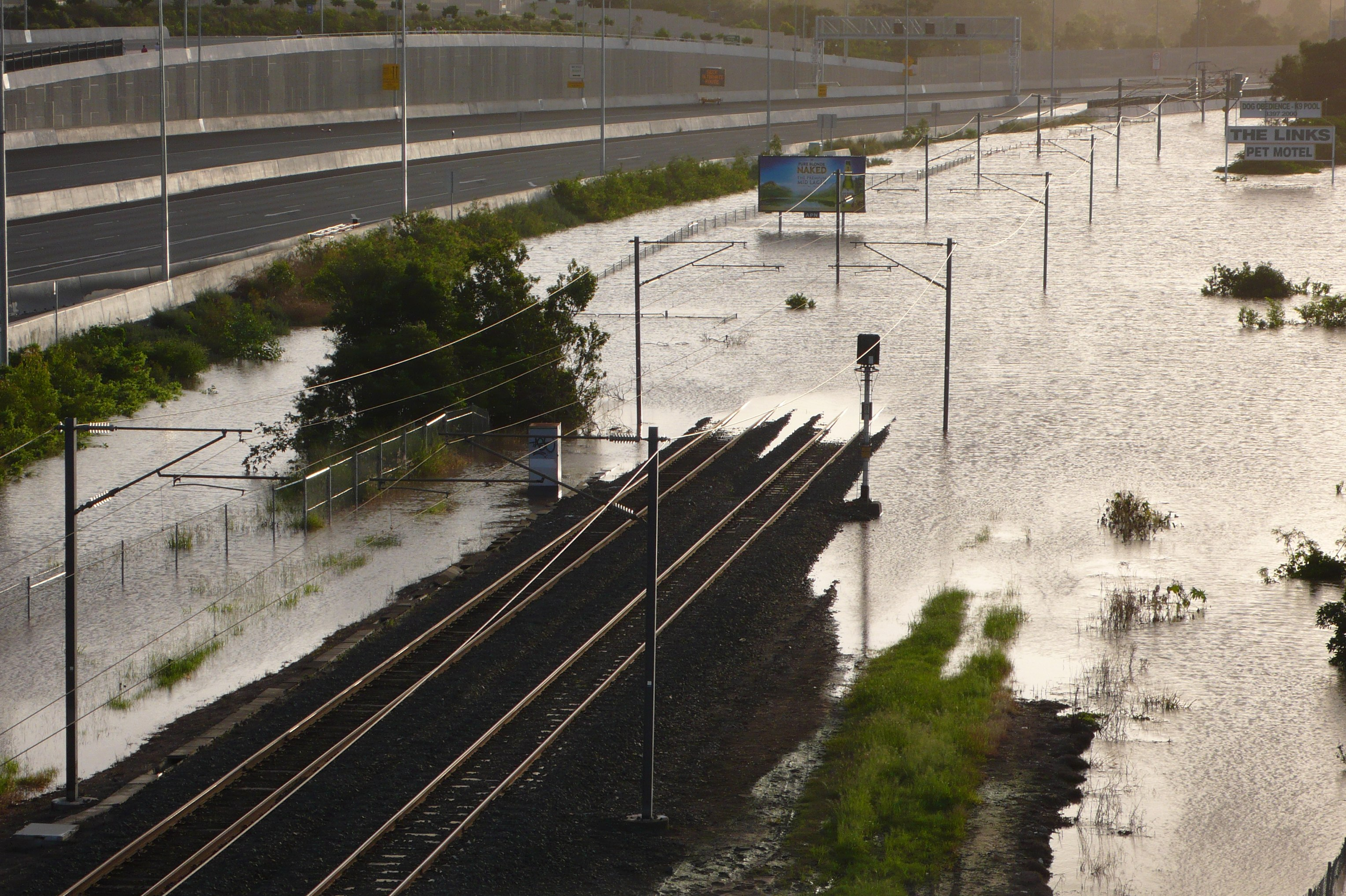
Zatopená železnice u města Ipswich

Povodně v Queenslandu je série povodní v australském státě Queensland, které začaly začátkem prosince 2010 po rozsáhlých deštích, které vyvolal cyklon Tasha. Ve městě Brisbane bylo zatopeno 19 700 domů.